# 中原龙浩航空
中原龙浩航空（英語：Air Central，IATA：GI，ICAO：LHA），原称广东龙浩航空有限公司，是一家货运航空公司，成立于2015年8月，注册资本4亿元，是河南民航发展投资有限公司与龙浩航空集团的合资公司，总部原位于广州珠江新城，2020年6月迁至郑州航空港区。

## 历史
2015年8月，注册成立全资子公司广东龙浩航空有限公司，注册资本4亿元人民币并以广州白云国际机场作为主运营地。
2016年6月8日，中国民用航空局（CAAC）正式批准广东龙浩航空有限公司的筹建申请。
2016年11月，获得经营许可证。
2016年12月，龙浩航空的首架波音737-300F飞机（B-2571）在南京完成客改货的改装并成功进行试飞。
2017年2月，通过运行合格审定现场并进行演示验证。
2017年3月，龙浩航空获得民航局中南局CCAR-121部公共航空运输承运人合格证以及CCAR-145部维修单位许可证。 
2017年3月29日，龙浩航空成功首航广州白云国际机场与南通兴东国际机场。
截止至2017年10月，龙浩航空已经开通9条国内航线，通航机场9个。
2019年5月，河南省人民政府屬下河南航投与龙浩集团达成协议，在广东龙浩航空有限公司基础上，组建合资公司，當中河南航投佔股超過99%，而龍浩集團遭攤薄至只餘不足1%股權。
2019年6月14日上午，中原龙浩航空有限公司揭牌暨首航仪式在郑州新郑国际机场举行，成为以郑州新郑国际机场和广州白云国际机场进行“双基地”运营的公司。

## 航点
中国广州白云国际机场
 中国郑州新郑国际机场
 中国杭州萧山国际机场
 中国西安咸阳国际机场
 中国南通兴东国际机场
 中国苏南硕放国际机场
 中国南京禄口国际机场
 中国深圳宝安国际机场
 中国泉州晋江机场
 中国临沂沭埠岭国际机场

## 机队

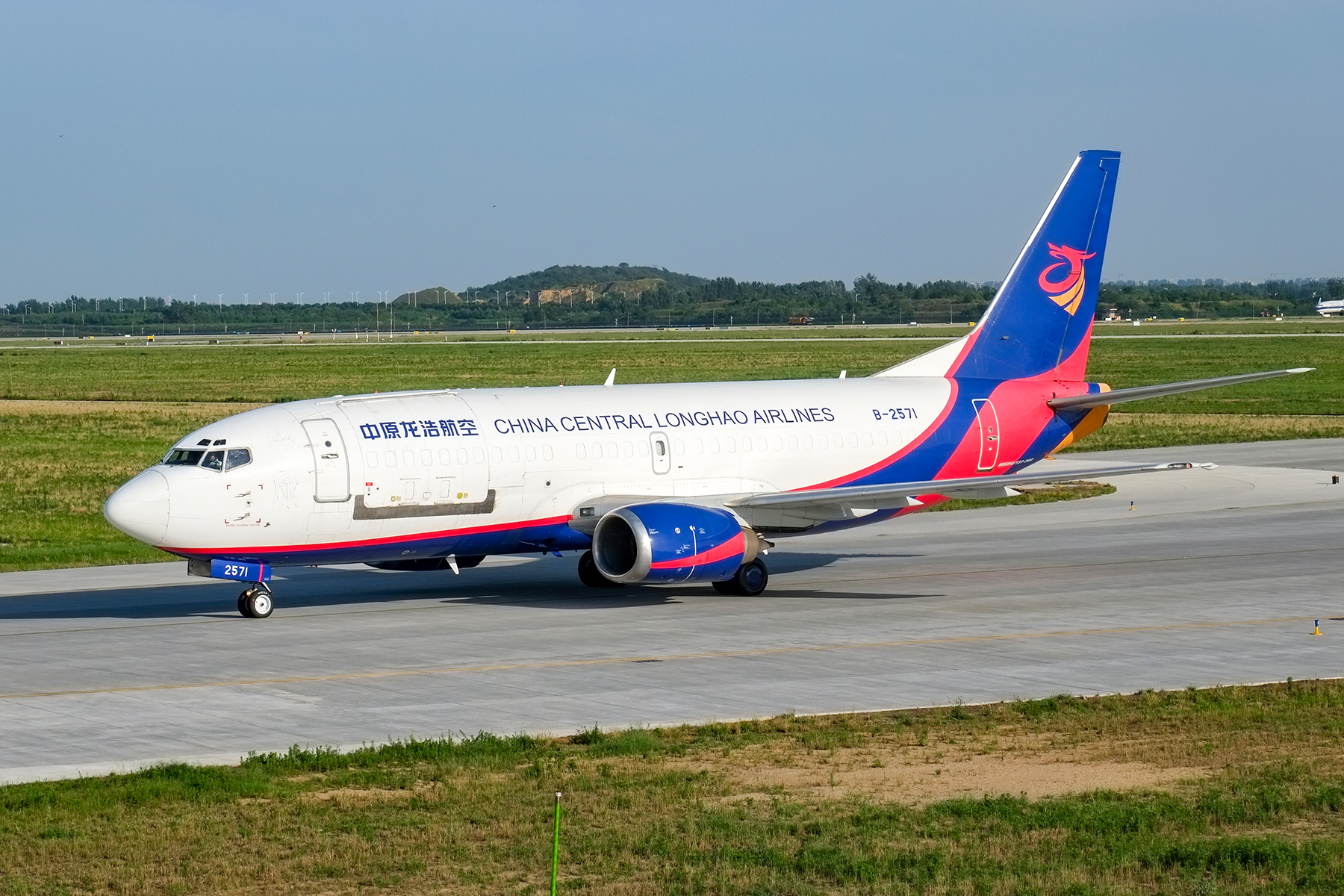
采用旧涂装的波音737-300SF型货机于郑州新郑国际机场滑行，该机（注册号B-2571）为龙浩航空的首架飞机

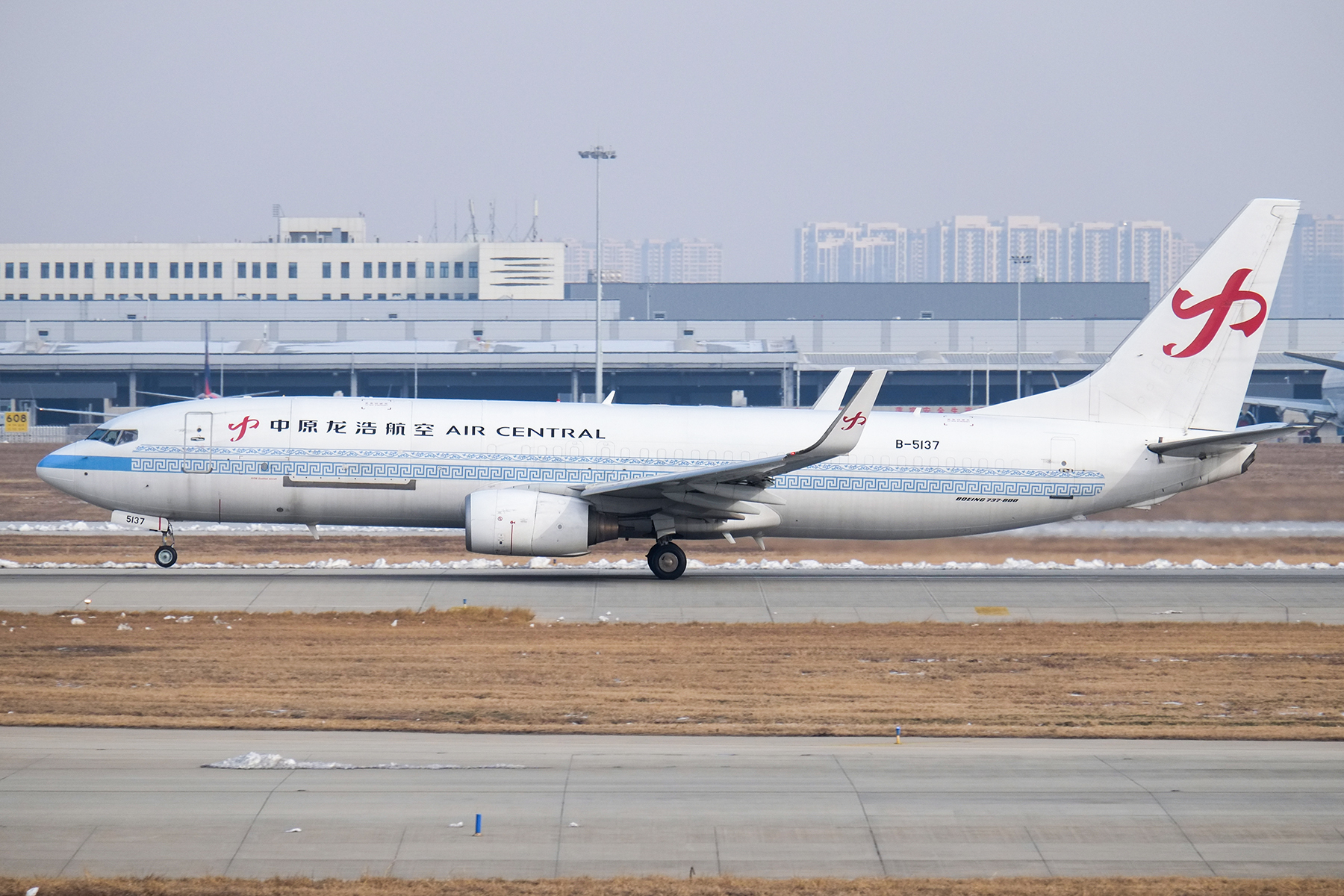
波音737-800BCF型货机于郑州新郑国际机场起飞

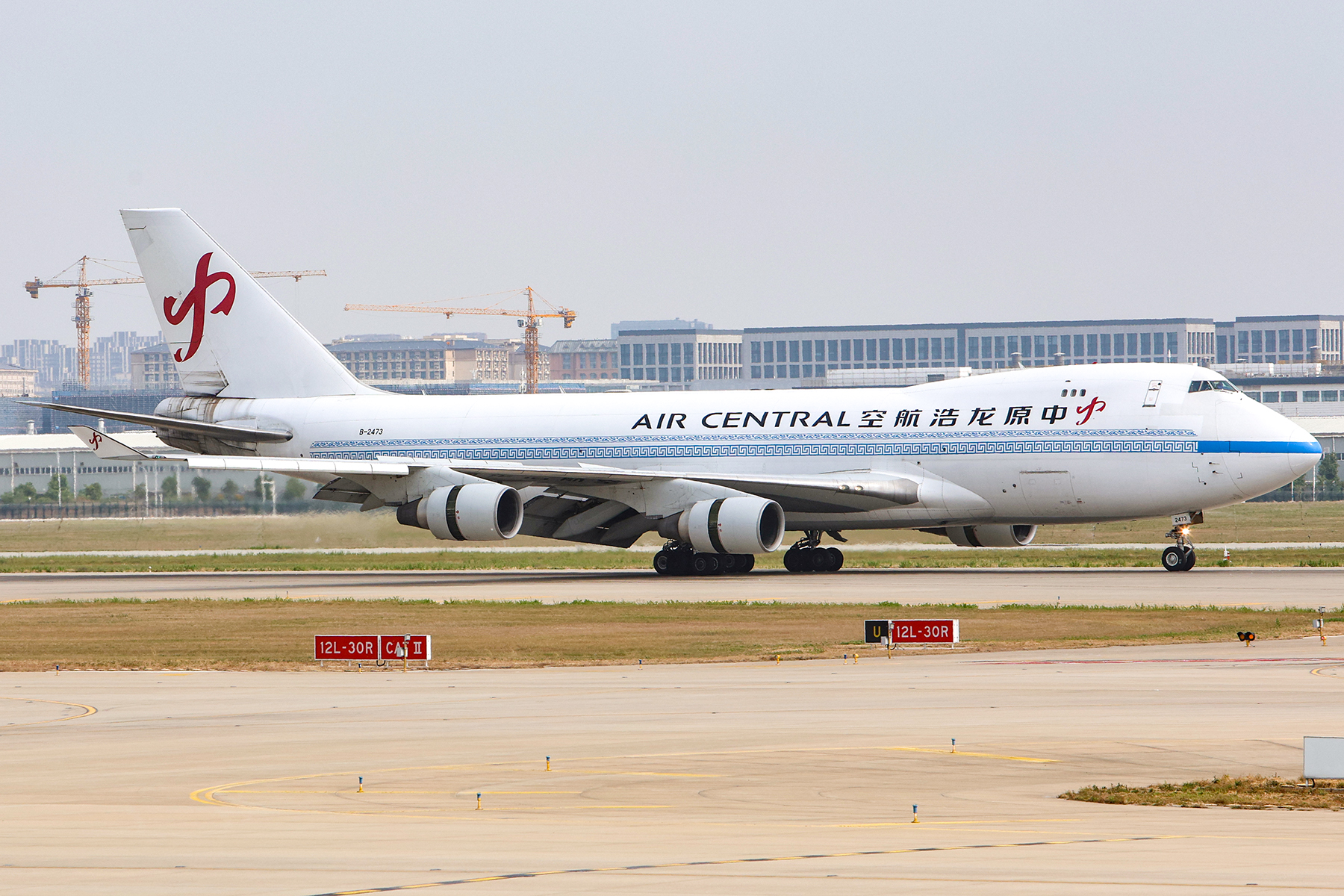
波音747-400F型货机于郑州新郑国际机场降落

截至2023年7月，机队详情如下：
| 机型           | 数量 | 订购中             | 备注/註冊編號                                        |
| -------------- | ---- | ------------------ | ---------------------------------------------------- |
| 波音747-400F   | 2    | —                  | B-2461 B-2473                                        |
| 波音737-300F   | 5    | —                  | B-2571/2572/2986/1109/1110                           |
| 波音737-400F   | 1    | —                  | B-1156                                               |
| 波音737-800F   | 6    | —                  | B-220L/220M/220N/221E/5137/5112                      |
| 中国商飞ARJ21F | 1    | 50（25架確認訂單） | 由母公司-河南航投代為下訂，為ARJ21F的啟動用戶 B-3388 |

## 主营业务及未来规划
龙浩航空初期以波音737系列飞机经营国内航空客运、国际航空客运及货运业务，包括国际、国内、港、澳、航空货邮运输业务。以及飞机维护、飞机供给、机场候机厅的管理服务、航空运输货物的打包服务、装卸搬运、道路货物的运输代理、国际货运的代理及货物检验的代理服务等。
截止2019年4月龙浩航空已购买5架波音737-300F飞机，一架波音737-400F飞机，未来将充分利用广州白云国际机场的优势，进一步的扩大机队的规模，预计以后每年增加5架飞机，争取到2025年达到50架飞机左右，建成以广州白云国际机场为基地、以波音777和空客350系列飞机为主要运力，辐射整个东南亚地区乃至全球的航空运输网络体系。
中原龍浩航空曾於2020年5月，以「不公開買家」名義下訂5架波音767-300F飛機，為該公司首批廣體貨機，預計於2022年內投入服務。然而，有關訂單已於2022年中取消，已製成機材改由馬士基航運及加拿大航空接收。